# 波塞 (戈亞斯州)
14°05′19″S 46°21′18″W / 14.08861°S 46.35500°W

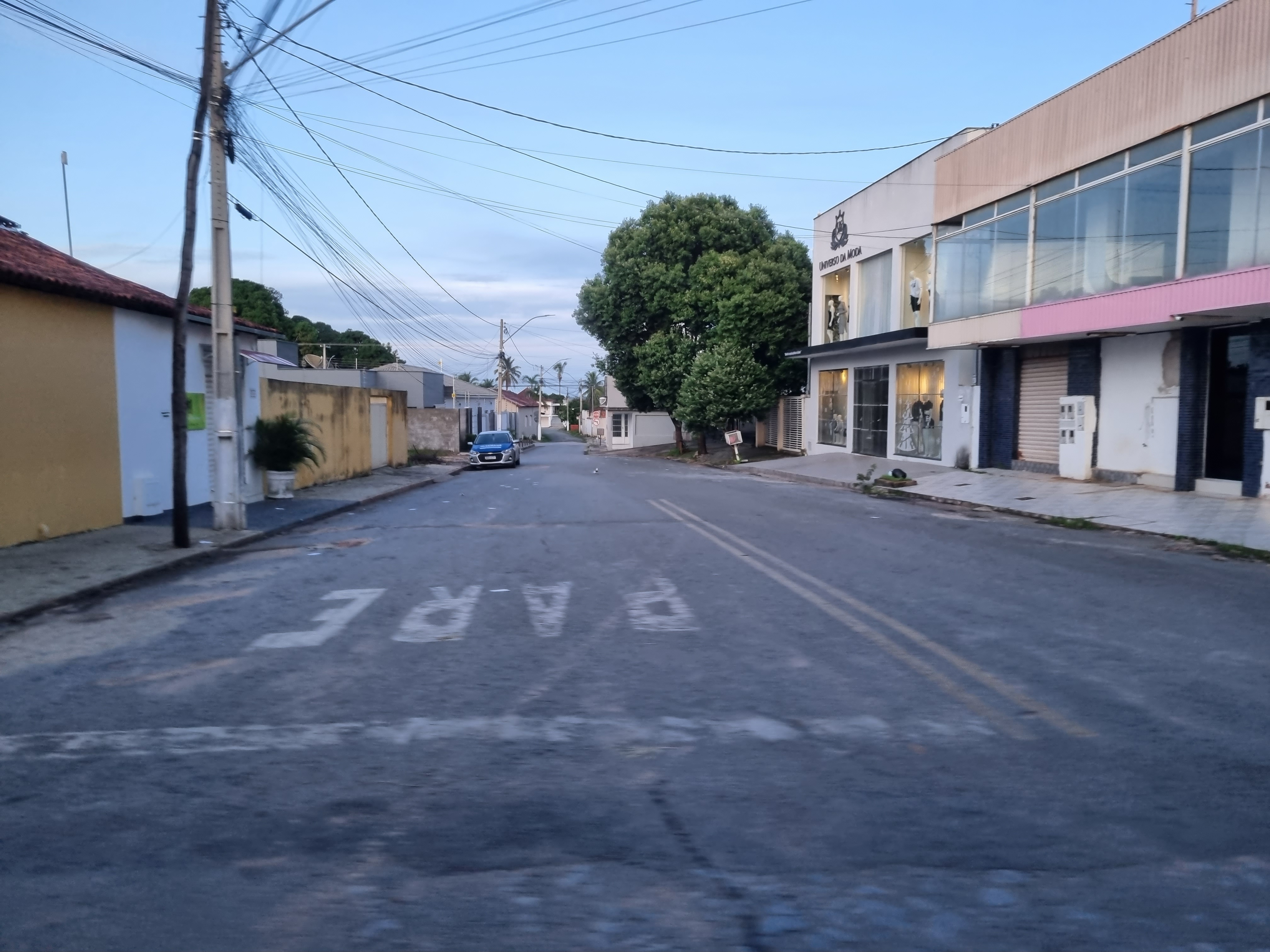
波塞

波塞（葡萄牙語：Posse），是巴西的城鎮，位於該國中部，由戈亞斯州負責管轄，始建於1872年7月19日，面積2,025平方公里，海拔高度811米，2010年人口31,419，人口密度每平方公里15.52人。